# Sheldon Amos
Sheldon Amos (St Pancras, 1º giugno 1835 – Alessandria d'Egitto, 3 gennaio 1886) è stato un giurista inglese.
Insegnò diritto romano all'università di Londra e fu giudice della corte d'Appello di Alessandria d'Egitto.

## Opere
- Systematic View of the Science of Jurisprudence (1872)
- Lectures on International Law (1873)
- Science of Law (1874)
- Science of Politics (1883)
- History and Principles of the Civil Law of Rome as Aid to the Study of Scientific and Comparative Jurisprudence (1883)